# Lebbiea
Lebbiea grandiflora, novootkrivena biljna vrsta pronađena 2018. godine u blizini jednog vodopada u Sijera Leoneu. To je reofit (biljka koja preferira brze tekuće vode) nesrodan svim ostalima u porodici Podostemaceae, pa je jedini predstavnik svoga roda.
Novu vrstu otkrio je profesor Aiah Lebbie i uzorak poslao u Kew, gdje je i ustanovljeno da se radi o novoj vrsti., Pošto je stanište vrste ugroženo pod prijetnjom rudarstva i hidro-električnog projekta, znanstvenici vjeruju da bi mogla biti izumrla za nekoliko godina.
Rod je diobio ime u čast profresora koji ju se otkrio.

## Vanjske poveznice
- A New Species of Waterfall Specialist Has Been Discovered In Africa